# Reg Isidore
Reg Isidore (4 de abril de 1949 - 22 de março de 2009) foi um baterista de rock, mais conhecido por seu trabalho com Robin Trower. Isidore foi o primeiro baterista do Trower, participando dos dois primeiros álbuns do músico.
Depois, se reuniu com Trower e Jack Bruce, em 1981, para gravar o álbum Truce. Ele também gravou álbuns com Richard Wright, Peter Green e Jimmy Witherspoon, entre outros.
Isidore morreu de um ataque cardíaco na manhã do dia 22 de março de 2009.